# 照村河神庙

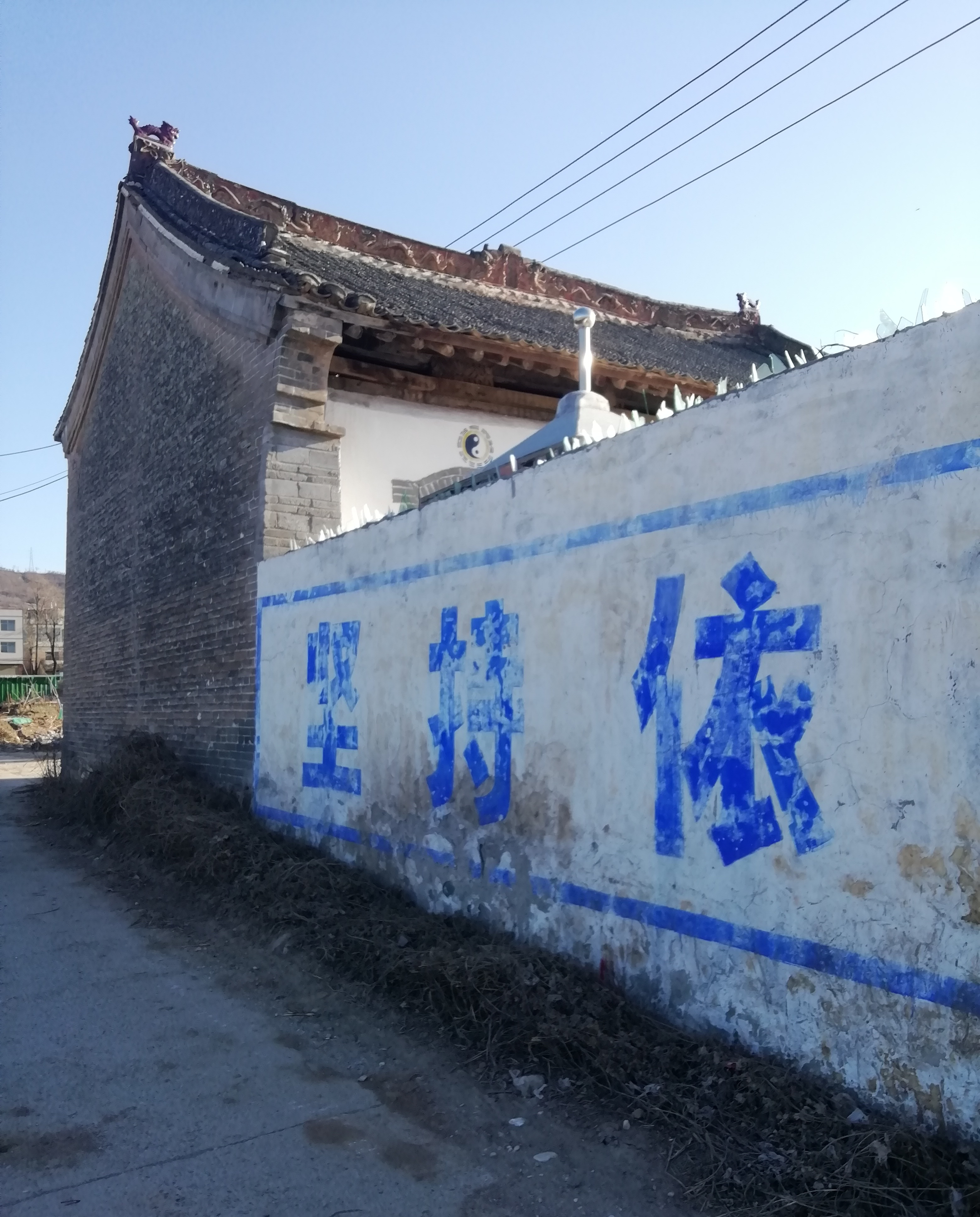
照村河神庙，从中可见河神庙无法随意进入。

照村河神庙，又称巡河大王庙，是指位于河南省三门峡市卢氏县横涧乡照村境的一个古代庙宇，为砖木结构，占地面积1500平方米，已经有超过600年的历史，建造之年已经不可考。明朝成化年间进行重修，2004年又进行了一次重修，庙前还有个2004年重修碑。河神庙历经明末民初战乱，今只存正殿一座，面阔三间，进深两间，献殿只存东山墙。庙宇建造精美，庙脊上有浮雕二龙戏珠。河神庙目前无法随意进入。